# Episodi di Inside Job
La prima e unica stagione della serie animata Inside Job è stata pubblicata sulla piattaforma di streaming Netflix suddivisa in due parti: la prima è stata distribuita il 22 ottobre 2021, mentre la seconda il 18 novembre 2022.
| nº            | Titolo originale                        | Titolo italiano                         | Pubblicazione USA | Pubblicazione Italia |
| Prima parte   | Prima parte                             | Prima parte                             | Prima parte       | Prima parte          |
| ------------- | --------------------------------------- | --------------------------------------- | ----------------- | -------------------- |
| 1             | Unpresidented                           | Il robot presidente                     | 22 ottobre 2021   | 22 ottobre 2021      |
| 2             | Clone Gunman                            | Assassino clonato                       | 22 ottobre 2021   | 22 ottobre 2021      |
| 3             | Blue Bloods                             | I sangue blu                            | 22 ottobre 2021   | 22 ottobre 2021      |
| 4             | Sex Machina                             | Macchina da sesso                       | 22 ottobre 2021   | 22 ottobre 2021      |
| 5             | The Brettfast Club                      | Brettfast Club                          | 22 ottobre 2021   | 22 ottobre 2021      |
| 6             | My Big Flat Earth Wedding               | Il mio grosso matrimonio terrapiattista | 22 ottobre 2021   | 22 ottobre 2021      |
| 7             | Ghost Protocol                          | Protocollo fantasma                     | 22 ottobre 2021   | 22 ottobre 2021      |
| 8             | Buzzkill                                | Missione Buzz                           | 22 ottobre 2021   | 22 ottobre 2021      |
| 9             | Mole Hunt (Part 1)                      | Caccia alla talpa                       | 22 ottobre 2021   | 22 ottobre 2021      |
| 10            | Inside Reagan (Part 2)                  | Dentro Reagan                           | 22 ottobre 2021   | 22 ottobre 2021      |
| Seconda parte |                                         |                                         |                   |                      |
| 11            | How Reagan Got Her Grove Back           | La vendetta di Reagan                   | 18 novembre 2022  | 18 novembre 2022     |
| 12            | Whoas-Feratu                            | Hollywoodiani immortali                 | 18 novembre 2022  | 18 novembre 2022     |
| 13            | Reagan & Mychelle's Hive School Reunion | La rimpatriata di liceo di Reagan e Myc | 18 novembre 2022  | 18 novembre 2022     |
| 14            | We Found Love in a Popeless Place       | Innamorarsi a Roma                      | 18 novembre 2022  | 18 novembre 2022     |
| 15            | Brettwork                               | Il quinto potere di Brett               | 18 novembre 2022  | 18 novembre 2022     |
| 16            | Rontagion                               | Ronavirus                               | 18 novembre 2022  | 18 novembre 2022     |
| 17            | Project Reboot (Part 1)                 | Il Progetto Reboot                      | 18 novembre 2022  | 18 novembre 2022     |
| 18            | Appleton (Part 2)                       | Appleton                                | 18 novembre 2022  | 18 novembre 2022     |